# Václav Upír Krejčí
Václav Upír Krejčí (občanským jménem Václav Krejčí; * 13. října 1955 Rakovník) je český bavič, herec, zpěvák, scenárista, režisér a spisovatel.

## Život a dílo
Vystudoval Ježkovu Konzervatoř – obor pantomima, výrazové divadlo, herectví. Společně s Ivo Pešákem tvořili pěvecké duo Dýza Boys. Je spoluautorem 30 grotesek – pro anglickou TV – BBC
Společně s Michalem Nesvadbou a Světlanou Nálepkovou založil pantomimický soubor Mimtrio (1979–1990).
Autor scénářů, ale hlavně herec, komik, přes 1 200 TV – seriálů, zábavných pořadů: Možná přijde i kouzelník, Dva z jednoho města, Papoušek na tři, Život na zámku, Silvestr TV ČT , Rodina základ společnosti, TV Silvestry na ČT, Bakaláři, Zlatá mříž, Výročí TV Nova, TV Silvestry na TV Nova, apod.
Učí na Mezinárodní konzervatoři Praha – obor pohybové herectví – divadelní, televizní i filmové...
Je zakladatelem spolku Něžná brutální poezie. Je autorem mnoha mott a parafrází, např. „Dvakrát měř – jednou umřeš“, „Caparte, caparte, daleko máš do parte“ apod. Napsal přes tisíc básní k různým příležitostem, k pobavení, ale také k zamyšlení.
Je autorem sloganu „Když nevíte coby, najdete to v OBI.“
Účinkoval v pořadech jako například: Čundrcountryshow, Country estráda a další.
S bývalou manželkou Zuzanou Krejčí má dvě dcery. V červnu 2025 se oženil podruhé. Žena se jmenuje Lucie.

## Angažmá
- 2 roky Černé divadlo F. Kratochvíla,
- 3 roky Div. Františka Ringo Čecha,
- 2 roky GAG B. Hybnera,
- 3 roky šou I. Mládka
- 2 roky v divadlo Semafor Kytice (převzal po panu Jiřím Suchém roli R.Šrégdra).
- 3 roky TV NOVA - dramaturg
- 4 roky divadlo Artur – Dívčí válka, Milenec. zn.spěchá
- divadlo Pavla Trávníčka – Otylka. Sex, čachry a kultura
- 1 rok – divadlo Nymburk - Cesta kolem světa za...
- divadlo Nymburk – Každému jeho psychoterapeuta
- 2 roky – Opera a balet Ústí nad Labem – Limonádový Joe
- Opera a balet Ústí nad Labem – Zvonokosy

## Filmografie
| 2022 | Andílci za školou – role: Výčepní                                                         |
| ---- | ----------------------------------------------------------------------------------------- |
| 2021 | Blázinec                                                                                  |
| 2019 | Akademie zlodějů – role: Ředitel Kameňák, tv seriál Zemřít šťastný – Role: trenér 2. týmu |
| 2018 | Ježiš, ty vole Ježíš!                                                                     |

| 2017 | Všechno nebo nic Zemřít šťastný |
| 2016 | Na vodě (TV seriál) Na suchu (E05) |
| 2015 | Lovci a oběti Vánoční Kameňák |
| 2013 | Kameňák 4 |
| 2011 | Czech Made Man |
| 2008 | Bathory Cyranův ostrov (TV seriál) Život není krásný (studentský film)                                                                 |
| 2007 | Dobré jitro, pane Upíre! (studentský film) Skeletoni                                                                                   |
| 2005 | To nevymyslíš! (TV seriál) |
| 2004 | Dva idioti ze Scotland Yardu Bezdomovec (Francie) Ukradený šperk (Čína) detektivní seriál – Zodiaco (Itálie) Adriano Olivetty (Itálie) |
| 2001 | Příběh rytíře (GB) |
| 2000 | Pra pra pra (TV seriál) |
| 1999 | Sourire du clown, Le |
| 1997 | Konečně v novém (TV film) |
| 1995 | Divoké pivo Válka barev |
| 1993 | Arabela se vrací aneb Rumburak králem Říše pohádek (TV seriál) Lev s bílou hřívou Můj hříšný muž                                       |
| 1984 | S čerty nejsou žerty – ČERT |

### Host v televizních pořadech
| 2014 | Nikdo není perfektní (TV pořad)                                                                            |
| 2013 | Kurňa, co to je? (TV pořad) Sejdeme se na Cibulce (TV pořad)                                               |
| 2011 | Barrandovský videostop (TV pořad)                                                                          |
| 2010 | V.I.P.Prostřeno! (TV pořad)                                                                                |
| 2009 | Se Šípem v zádech (TV pořad) UP.paráda (TV pořad)                                                          |
| 2005 | Pípšoubazar (TV pořad)                                                                                     |
| 2003 | Telebazar (TV pořad)                                                                                       |
| 2002 | Panoptikum Ivana Mládka (TV pořad)                                                                         |
| 2001 | Basta fidli (TV pořad) Country estráda (TV pořad) SILVESTR 2001 (TV pořad) Václava mám nejradši (TV pořad) |
| 2000 | GO – GO šou (TV pořad) Silvestr 2000 (TV pořad)                                                            |
| 1999 | Babeta (TV pořad) Banánové rybičky (TV pořad) Čtveráci (TV pořad) Zlatá mříž (TV pořad)                    |
| 1998 | DO-RE-MI (TV pořad) Nikdo není dokonalý (TV pořad) Zlatíčka (TV pořad)                                     |
| 1997 | Vsaďte se! (TV pořad)                                                                                      |
| 1994 | Český bodyguard (TV pořad) Čundrcountryshow (TV pořad) Eso (TV pořad)                                      |
| 1992 | Kufr (TV pořad) Tutovka (TV pořad)                                                                         |
| 1982 | Možná přijde i kouzelník (TV pořad)                                                                        |
| 1981 | Jak byste se zachovali (TV pořad)                                                                          |

### Hudební videoklipy
| 2013 | Zakázaný ovoce – Groupie (hudební videoklip) |

### Dokumenty
| 2015 | 13. komnata Václava Upíra Krejčího (TV film) |
| 2010 | Toytravel Story (studentský film)            |
| 2002 | Videoatlas naší přírody (TV seriál)          |